# Maghnes Akliouche
Maghnes Akliouche (* 25. Februar 2002 in Tremblay-en-France) ist ein französisch-algerischer Fußballspieler, der aktuell bei der AS Monaco in der Ligue 1 spielt.

## Karriere

### Verein
Akliouche begann seine 2008 bei Villemomble Sports, ehe er 2014 zu US Torcy Paris Vallée de la Marne wechselte. Im Sommer 2017 wechselte er in die Jugendakademie der AS Monaco. In der Saison 2019/20 nahm er mit der U19-Mannschaft bereits an der Coupe Gambardella teil. 2020/21 spielte er schon sechsmal für die zweite Mannschaft in der National 2. Am 16. Oktober 2021 (10. Spieltag) wurde er bei einer 0:2-Niederlage gegen Olympique Lyon spät eingewechselt und gab somit sein Debüt in der Ligue 1. In der gesamten Spielzeit 2021/22 wurde er immer öfter eingesetzt und stand auch schon in der Europa League.

### Nationalmannschaft
Seit Ende März ist Akliouche in der französischen U20-Nationalmannschaft aktiv.